# Tanya Haden
Pour les articles homonymes, voir Haden.
Tanya Haden (née le 11 octobre 1971 à New York) est une musicienne rock américaine.

## Biographie
Tanya Haden est l'une des triplées du contrebassiste de jazz Charlie Haden. Avec ses sœurs Rachel et Petra, elle forme le trio The Haden Triplets.
Elle obtient son diplôme de maîtrise en beaux-arts du California Institute of the Arts, où elle se spécialisée dans l'animation expérimentale. Elle poursuit son travail en art visuel et expose dans plusieurs expositions. En 2015, Haden apparaît à la Rosamund Felsen Gallery, où elle présente ses dessins. Elle est membre de plusieurs groupes, dont Let's Go Sailing, et est la créatrice du spectacle de marionnettes Imaginary Bear. 
Elle contribue aux enregistrements d'un bon nombre de musiciens de Los Angeles, notamment au chant et au violoncelle, comme avec le groupe That Dog, l'EP de Par Avion, Pop Music United. Elle est membre additionnelle du groupe Silversun Pickups. Elle joue également du violoncelle sur leur EP Pikul, sorti en 2005. Haden enregistre avec le groupe folk indépendant Sea Wolf et joue du violoncelle sur l'album Surgery du groupe de rock The Warlocks en 2005.

## Vie privée
Tanya Haden rencontre l'acteur Jack Black alors qu'ils sont étudiants  de la Crossroads School, un lycée privé de Santa Monica. Cependant ils ne commencent à se fréquenter qu'au printemps 2005. Les deux se marient le 14 mars 2006 à Big Sur, en Californie. Elle donne naissance à leur premier fils le 10 juin 2006 au Centre médical Cedars-Sinaï de Los Angeles. Leur deuxième fils naît le 23 mai 2008.